# Нифонтова, Анна Андреевна
Анна Андреевна Нифонтова (род. 17 октября 1999 года, в Минске) — белорусская конькобежка. Участница зимних Олимпийских игр 2022 года, серебряная призёр чемпионата Европы, многократная чемпионка и призёр Беларуси. Мастер спорта международного класса.

## Биография
Анна Нифонтова начал кататься с трёх лет на фигурных коньках, а познакомилась со спортом в возрасте 7 лет, когда её родители отдали её в секции биатлона и конькобежного спорта. В течение нескольких лет она совмещала эти виды спорта, но затем отдала предпочтение скоростному бегу на коньках. Её первым тренером был Филипов Сергей Иванович, а позже Сергей Александрович Ильютик, который научил Анну любить конькобежный спорт. С 2015 года Нифонтова выступает на национальных чемпионатах.
Её первым международным турниром стал этап Кубка мира среди юниоров в Минске в 2016 году, после чего она осознала, что хочет добиться высоких результатов в конькобежном спорте. В том же году она участвовала на зимних юношеских Олимпийских играх в Лиллехаммере и заняла 16-е место на дистанции 500 м, 23-е на 1500 м и 9-е место в смешанном командном спринте. Следующие два сезона участвовала на юниорских чемпионатах мира, где лучшим местом стало 13-е на дистанции 500 метров.
В 2019 году Анна дебютировала на чемпионате Европы в Коллальбо и сразу поднялась на 13-е место в многоборье. Через год чемпионате Европы на отдельных дистанциях в Херенвене в командном спринте заняла 4-е место и на 500 метров стала 9-й, а на чемпионате мира в спринтерском многоборье в Хамаре она заняла 22-е место.
На V чемпионате мира среди студентов по конькобежному спорту в Амстердаме в 2020 году Анна в составе белорусской команды завоевала бронзовую медаль в командной гонке преследования. В январе 2021 года она участвовала на чемпионате Европы в спринтерском многоборье в Херенвене и заняла 7-е место в общем зачёте. В марте на чемпионате мира на одиночных дистанциях в Херенвене заняла 7-е место в беге на 500 метров (38,263) и 13-е на 1000 метров.(1.18,594)
В ноябре 2021 года на этапе Кубке мира в Польше Анна участвовала на дистанции 500 м и во втором забеге показала результат 37,96 секунды. Это позволило занять 4-е место и выполнить квалификационный норматив на Олимпиаду 2022 года. 
На чемпионате Европы в Херенвене в январе 2022 года команда Беларуси заняла 2-е место в командном спринте с результатом 1.31,183 сек, уступив только команде Польши.
В феврале 2022 года на открытии Олимпиады Анна была знаменосцем сборной на зимних Олимпийских играх в Пекине, где она заняла 19-е место на дистанции 500 м с результатом 38,30 сек. На дистанции 1000 м она не вышла из-за травмы колена, которую получила на тренировке.

## Личная жизнь
Анна Нифонтова в июле 2022 года вышла замуж.